# 이정희 (1903년)
이정희(李正熙, 1903년 12월 9일~1981년 9월 1일)는 일제강점기의 교육자이자 유학자, 대한민국의 관료, 교육자, 정치인이다.

## 이력
그는 1922년 경상북도 교원양성소를 거쳐 경북사범고등학교 강습과를 졸업한 뒤 교사로 부임, 내성, 감천, 영주 등지에서 소학교 교사로 근무하였다. 일제강점기에 봉화내포공립보통학교, 조선공립보통학교 교사, 김천공립보통학교와 영주서부공립보통학교 등에서 교사로 활동하다가 1938년 공무원으로 전직하였고, 영주군 평은면장, 1940년 영주군 학무과 교화담당주사, 광복 전후 영주군청 산업과장, 1946년 영주군청 내무과장을 역임했다.
대한민국 정부 수립 이후 경상북도 문경군수와 안동군수를 지냈다. 1952년 - 1954년 경상북도영주군교육청 교육감과 1954년부터 자유당 공천으로 제3대, 제4대 국회의원을 지냈다. 1959년 영주군 일부 지역 투표개정으로 국회의원직을 박탈당하였으나 1960년 1월 23일의 국회의원 재보궐선거에 출마하여 다시 당선되었다. 1961년 5.16 군사 정변으로 국회가 해산되어 의원직에서 물러났다. 이후 자유당 중앙위원을 지냈고, 6대 총선에 출마했으나 낙선했다. 이후 자유당 재건 활동을 추진했으며 1967년 신민당 공천에 탈락, 1973년 경주-월성-청도 지역구에 공화당 공천에 탈락한 후 정계를 은퇴하였다.
본관은 우계이고 자(字)는 맹실(孟實), 호(號)는 효산(曉山), 만정(晩汀). 경상북도 영주 출신으로, 당숙 이근춘(李根春)의 문인.

## 생애

### 초기 활동
이정희는 1903년 12월 9일 경상북도 영주군 영주면 상망동 보름골에서 도촌 이수형(李秀亨)의 16대손으로, 이원춘(李元春)과 봉화 정씨(奉化鄭氏)의 아들로 태어났다. 증조부는 교탁(敎鐸)이고 할아버지는 윤영(潤榮)이다. 어머니 봉화정씨는 정응룡(鄭應龍)의 딸로, 참판 정도존(鄭道存)의 후손이다. 일설에는 1906년생 설, 일설에는 1901년에 태어났다는 설도 있다. 뒤에 영주군 영주 읍 영주리(榮州里) 12번지로 이주했다가, 영주군 영주읍 휴천동 642-67번지로 이주했으며, 정계 진출 이후에는 서울로 상경, 성북구 돈암동 242-4번지에서 거주했다.
수양대군의 단종 폐위에 분개한 이수형은 한양에서 처가 김담의 고향 근처 봉화 문단리 근처 도지리로 와서 정착하였다. 도촌 수형의 둘째 아들 전설서별좌 이양근이 그의 15대손이 된다. 15대조 이양근이 봉화 도촌리에서 다시 영주군 봉향면 망동(望洞, 영주시 상망동, 하망동) 보름골로 이주해왔다.
형제로는 남동생 2명과 여동생 4명이 있었는데, 남동생 두 명은 일찍 사망했다. 성리학자인 당숙 이근춘(李根春)의 문하에서 한학을 수학했다.
1922년 경상북도 도립교원양성소를 거쳐 경북사범고등학교 강습과(慶北師範高等學敎 講習科)를 졸업한 뒤 교사로 부임하여 활동하였다.

### 교사 생활
내성공립보통학교(현, 봉화초등학교) 훈도로 부임하였다. 이후 조선공립보통학교 교사, 김천공립보통학교와 영주서부공립보통학교 교사 등으로 근무했다. 1928년 경주 내성보통학교로 부임했고, 1929년 감천보통학교, 1931년부터 1938년까지 영주보통학교 등지에서 근무하였다.
1937년 영주서부심상소학교 훈도(榮州西部小學校 訓導)로 부임했다가 1938년 9월 사퇴하였다. 1937년 9월 1일 영주군 평은면장(平恩面長)으로 부임했다가, 1939년 유임됐으나 그해 3월 29일 면직했다. 같은 해 다시 충청북도 청원 강외심상소학교 서무실 촉탁으로 부임하였다.

### 교육 지원 및 사회사업 활동
교사로 재직 중, 학교 설립 운동, 교사 및 부지 확보 활동, 장학회 및 장학금 지급 활동 등에 참여하였다.
1925년 경남 고성의 고성보통학교 학부형회에 가입, 그해 10월 17일 열린 고성보통학교 운동회, 악기구입, 회계수지보고 안건 등에 참석하였다. 1928년 5월 9일 평안북도 태천군에서 태천유치원 재단이사회, 태천의법청년회, 동아일보 태천지국 등에서 주최한 태천유치원 후원음악회에 참석, 기탁금 1원을 기부하였다. 1929년 6월 19일 영일청년동맹 포항지국에서 회관 기금 마련을 목적으로 갑자악우회 등과 공동으로 개최한 연예대회에 참석, 기탁금 2원을 기부하였다.
영주보통학교 교사로 재직 중이던 1934년 성동농촌진흥조합의 활동에도 관여하였다. 1935년 영주보통학교 교원으로 재직 중, 당시 영주보통학교의 교사 협소 문제로 제2보통학교 설립을 추진하는 영주보통학교 증축기성회의 12상무간사 중 교원 대표로 참여했다. 1937년 6월 30일 영주공립보통학교 학교부지 이전 기성회의 교원위원으로 참여하였다.
1936년 11월 19일에는 사회사업협회에서 수해의연금을 수합, 모금할 때 50전과 1원을 기부하였다.
1940년 6월 영주지역 유림의 공의로 중등학교 설립 운동 추진단체인 영주중등교육기성회(榮州中等校期成會)에 참여, 상담역에 선출되었다. 6월 30일 영주서부소학교 장학회 정기총회 참여, 장학회 서기에 선출됐다.

### 관료 생활
1940년 4월 1일 영주군청 학무과 교화주사(榮州郡 學務課 敎化主事)가 되었다. 1940년 5월부터 창씨개명령이 내려져 1941년 창씨개명령이 실시되었을때는 창씨를 거부하고 본성명을 계속 사용하였다. 1940년대에는 영주군 교화주사로 재직하였다. 영주군청 공무원으로 재직 중 그는 영주군 지역 유지들의에 중등학교 유치 운동에 동참했다.
1945년 해방 후에도 계속 공직을 역임하며 영주군청 산업과장으로 재직했다.
이후 영주군 산업과장을 거쳐 1946년 11월 2일 영주군청 내무과장이 되고, 영주군내무과장에서 1949년 7월 29일 경상북도 문경군수로 부임했다가, 1950년 9월 23일 이임하였다. 1950년 9월 23일 안동군수로 부임하였다. 6.25 전쟁 중 민심 수습과 전재민 구호, 전후 복구 사업에 치중하였다. 1952년 8월 10일 군수직에서 퇴임하였다.

### 정치 활동

#### 보궐선거 낙선과 영주군교육청 교육감 재직
1952년 영주군의 지역 유지인 정준, 김석원, 김세진, 이봉락, 권태을, 송병찬, 정현석 등 일부 유지들의 권유와 그의 교사 시절 제자였던 송도봉, 권영건, 전우석 등의 권고로 5월 국회의원 총선거에 민의원에 출마, 자유당 후보자로 입후보하였으나 낙선하였다.
1952년 7월의 영주군 교육감 선거에 출마하여 당선, 1952년 8월 8일부터 제1대 영주군 교육감을 지냈다. 1954년 4월 21일 국회의원에 출마하기 위해 영주군 교육감을 사퇴하였다. 바로 자유당에 입당, 4월 24일 자유당 선거대책위원회의 공천심사를 통과하여 4월 25일 자유당 최종 공천을 받았다. 1954년 5월 10일 자유당 후보로 제3대 국회의원 총선거에 당선되었고, 자유당(自由黨) 중앙위원회 위원과 국회 문교위원회 위원으로 활동하였다. 또한 국회 국방위원회 위원으로도 선출되었다.

#### 3대 국회의원 전반기

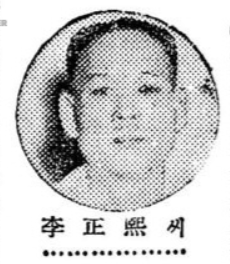
이정희 (1955년)

1954년 7월 14일 국회에서 열린 변영태 국무총리의 시정연설 시, 각 당에서 질의위원을 정할 때 자유당측 위원의 한 사람으로 선정됐다.
1954년 9월 8일 국민투표 개헌안에 참여하였다. 1954년 9월 29일 국회 본회의에서 수복지역행정조치법 축소 심의안이 국회에 발표되자, 이정희 외 24인의 국회 민의원과 함께 세무행정과 교육행정을 분리하여 시행하자는 수정안을 24인과 대표 발의하여 통과시켰다.
제3대 민의원에 당선된 그는 6.25 전쟁으로 폐허가 된 경상북도 지역의 국민학교와 중학교 복구와 재건 운동에 적극 나섰다. 9월 24일 국회 제48차 본회의에서 고급요정, 유흥업의 세금 개정안에 반대하였다. 유흥업 세금 개정안은 세번의 수정안이 올라왔지만 모두 부결된다. 10월 20일 하오 21일 상오 임시회의에서 제1회 추경예산안 축소에 대해 방송시설비 복구를 요청했다. 이때 그는 공보처 소관 중 방송 시설비(放送施設費)에서 4억 2천만환을 국회 예결위가 삭감한 것은 공보처가 국회 예산권을 침해한 점에서 타당한 처사이나 反共政策(반공정책의 강을 위해서 다시 복구할것을 강조하였다.
1954년 사사오입 개헌안에 항의하여 다른 자유당 의원 12명과 함께 자유당 탈당 선언에 서명하였다가, 곧 보류, 철회하였다. 12월 20일 자유당 의원총회에서 중앙, 상임위원을 선출할 때 당 중앙위원(경북지역 담당)의 한 사람으로 피선되었다.1955년 2월 19일 풍기국민학교에서 창립된 풍기국민학교전재복구기성회(豊基國民學校戰災復舊期成會)의 명예회장에 추대되었다. 4월 24일 국회 제35차 본회의에 제시된 문화재 해외반출 전시안에 찬성하였다. "문화재를 해외에 전시하는것은 우리의 찬란한 문화를 세계에 널리 인식시키고 우리 한국민족이 단일문화민족임을 주지시키기 위하여 필요하다. 그럼으로써 국제적 친목 을 도모할 수있는것이다. 대한민국 정부에서 한국 문화재를 해외에 전시하는 동기는 유네스코 박물관장 회의에서 우리의 고대문화를 해외전시 하라는데에서 발의가 나온것이다." 그는 유네스코에 국내 유물 전시 기획예산 편성을 요청했다.
1955년 5월 13일 자유당 중앙당 대표자회의에서 당 임원을 선출할 때, 자유당 중앙위원회 조직부 차장이 되었고, 6월 7일 윤제술, 현석호 등과 함께 윌리스 지프차 통관사건에 대한 국회 징계위원회 조사위원의 한 사람으로 차출되어 현장에 파견되었다. 6월 7일 자유당 중앙위원에 선출되었다.
1955년 6월 6일 ~ 6월 12일 국회 징계위원회에서 윌리스 지프차 통관사건에 대한 조사단원을 파견할 때, 김의택, 현석호, 윤제술 국회의원 등과 함께 조사위원으로 임명돼 현지에 파견되었다. 6월 29일에는 국회 본회의에서 문교분과위원 14명을 각 지방 각급학교 징수금 조사 목적으로 파견할 때, 조사단위원 B반의 한 사람으로 선정, 7월 15일부터 7월 22일 인천, 청주, 대구, 마산, 부산, 진주 등을 다녀왔다. 7월 22일의 기자 회견에서 전남북지역을 조사한 성원경 의원과 공동으로 발표, 각 지방학교는 서울 각 학교보다 대체로 문교당국의 지시를 준수하고있으며 사립학교 보다는 국공립학교가 부정사실이 드믈었다고 밝혔다.
그해 7월 동아일보사 불량학생 단속 및 학생 풍기단속 활동에 참여하고, 7월 19일~7월 20일 불량학생 지도단속 좌담회에 참석하였다. 7월 15일부터 7월 22일까지는 국회 문교분과위원회에서 각지의 학교의 학생 입학상태 점검 및 징수금 수납상황을 조사하기 위한 조사위원회를 A,B팀을 구성할 때 B팀에 선발되어 인천, 청주, 대구, 마산, 부산, 진주 등지의 각급학교들을 방문 점검하였다. 9월 1일에는 소백산 산악지대에 침투한 빨치산 토벌에 참여한 경찰자위대를 위문 방문, 식료약품 등을 전달했다. 1955년 10월 27일 입학실태 감사를 수감하였다. 11월 6일 국회 질의에서 공무원양곡, 구호 양곡의 조속한 배급을 촉구하였다. 11월 10일부터 대학의 불법 정원조정에 대한 학생들의 청원서를 받고 건국학원 재단 및 부산 남성학원 재단 분규에 국회 문교위원회 소속 진상조사단의 한사람으로 현장을 방문하였다.

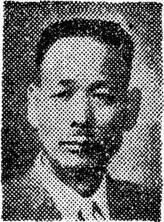
이정희 (1956년경)

1955년 10월 29일 교육특별심의위원회 위원에 선출되었다.
1955년 12월 9일 국회 국방위원회의 백금상회 강도사건(白金商會强盜事件)의 국회 진상조사단의 한명으로 파견되었다. 1956년 2월 23일 자유당 문교위원회 상임위원장에 입후보하였으나 24일 표결에서 차점으로 낙선하였다. 그해 4월에는 자유당 영주군지구당 위원장을 놓고 당시 군당위원장인 박용만과 갈등, 박용만의 축출을 기도하였다. 그해 4월 24일에는 영주군 읍내에서 박용만 등과 함께 민주당 전 의원 현석호의 선거관련 강연을 방해하였다는 의혹을 받았다.

#### 3대 국회의원 후반기
1956년 자유당 영주군지구당 당대회에서 열린 지구당위원장 후보에 나섰으나 여러 번 패배하였다.
1956년 2월 24일 제3대 국회 후반기 각 분과위원장 선출 때 문교분과위원장 후보로 출마했다. 그러나 같은 자유당에서 3명의 후보자가 더 출마했다. 2월 24일 제3대 국회 후반기 각 분과위원장 선출 때, 문교분과위원장 선출 1차 투표에서 49표로 2위, 2차 투표에서 61표로 2위로 석패하였다.
3월 13일 동아일보사에서 주최한 극장 입장세법 개정안 좌담회에 연사의 한 사람으로 참석하였다. 이때 입장세를 면세, 감면 여부를 논의했다. 이때 그는 학교에서 극장을 빌려서 공연하는 것을 논의하였다. 3월 14일, 3월 16일, 3월 17일, 좌담회에 참석하였다.
1956년 5월 21일에는 대구지역 선거 개표부정사건의 국회 진상조사단원으로 다녀왔고, 7월 3일에는 자유당 정책위원의 한사람으로 위촉되었다. 1956년 2월 25일 국회 문교분과 상임위원회 위원장에 출마했으나 차점자로 석패했다. 7월 2일 자유당 당원 총회에서 원내정책위원을 선출할 때, 문교부문 원내정책위원으로 선출되었다.
57년 8월 28일 국회 문교위원회 위원에 재선임되었다. 1958년 2월 10일 민의원 문교위원회에서 의무교육재정 평형교부금 법안을 28인과 함께 대표발의하였다.

#### 4대 국회의원

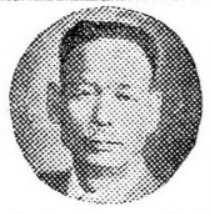
이정희 (1959년)

1958년 5월 제4대 국회의원에 경상북도 영주군에서 자유당 공천으로 출마하여 재선되었다. 그러나 차점자로 낙선한 박용만이 부정선거 의혹을 제기하여 소송에 휘말렸다. 진상조사단의 조사 결과 박용만의 표를 이정희의 표로 일부 부정개표한 영주투표함사건 등과 이정희의 당선을 목적으로 읍의원 등이 향응을 한 것이 확인되어 경향신문 등에 보도되고, 박용만에게 선거무효소송을 피소당했다.
1959년 9월 8일 국회 문교위원회 상임위원에 선임되었다. 9월 9일 국회 교체위원회 위원에 선임되었다. 그러나 그해 12월 영주군 관내 일부지역 선거구의 투표부정관련 문제로 1959년 11월 21일 당선무효 판결을 받고 12월 9일 국회의원직을 상실하였다. 그러나 재보궐선거가 결정되자 1959년 12월 13일 자유당으로부터 공천을 받았다. 그러나 이때까지도 국회의원직을 유지하였고, 12월 27일 국회 본회의에서 국회의원직을 박탈당하였다. 1960년 1월 23일의 영주군 재보궐선거에 출마하여 무소속으로 출마한 박용만과 민주당 황호영을 2위, 3위로 누르고 다시 당선되었다. 그러나 민주당 후보자 황호영은 선거 부정개표, 무효 의혹을 제기하였다. 1월 23일 밤 11시 30분 24,888표를 득표, 영주군선관위로부터 당선 발표되었다.
1960년 5월 11일 국회의 내각제 개헌안에 참여하였다. 6월 5대 민의원에서 내각책임제를 개헌투표 시 개헌안에 동의하였다. 이때 그는 자유당을 탈당했지만 다른 정당에 입당하지 않았으므로 자유당 이탈파로 분류되었다. 6월 12일 그해 1월 총선거 당시, 그에게 생활비보조 명목으로 학급비에서 돈 37만 5천환을 인출하여 전달한 영주군교육감, 경북도 상공과장 이정호 등이 영주경찰서에 체포, 구속되었다.
1959년 9월 8일 국회 각 분과위원회 위원 배정 시, 그는 국회 문교위원회 위원의 한 사람으로 배정되었다.

### 낙선과 정정법 규제와 해금

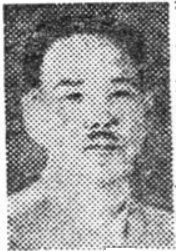
이정희 (1959년)

1960년 4월 27일 이후 일부 자유당 의원 및 당원들이 시류를 따라서 자유당을 탈당, 무소속으로 활동하거나 민주당에 입당했다. 그러나 그는 소수의 인사와 자유당에 대한 신의를 저버릴 수 없다며 자유당에 남아 있었다.
1960년 7월 29일 제5대 국회의원 총선거 때 영주군 지역구에 자유당 후보자로 출마했으나 낙선하였다. 이후 자유당 중앙위원, 영주군지구당 위원장 등으로 활동했다.
자유당 영주지구당 위원장 재직 중 1961년 1월 제4조 4호에 의한 공민권 제한 대상자가 되었고, 피선거권을 제한당했다. 3.15 부정 선거에 개입하지 않았으나 자유당 소속 국회의원이라는 이유로 공민권 제한 대상자가 되어 피선거권에 제한을 받았다. 1961년 5월 20일 5·16 군사 정변 직후 군부 세력에 읳 정치정화법 대상자가 되었다가, 1963년 2월 1일 정정법 및 공민권제한 대상자 심사 시, 추가구제대상자로 구제되었다.

### 생애 후반
1963년 2월 9일 장석윤, 김종신 등과 공화당 입당 공동성명 발표에 참여, 같은 2월 9일 민주공화당에 입당했으나, 3월 4일 탈당하였다. 3월 4일 구 자유당 민참의원 및 핵심당부 정부위원 친목회 조직에 참여, 자유당 재건 운동에 참여했다. 6월 3일 범국민정당(가칭) 결성에 참여하였다가 이탈하였다. 1963년 7월 11일 자유민주당 창당 조직에 참여했으나, 자유민주당 주류파와 신규 합류파간 파벌다툼이 생기자 일주일만에 자민당에서 이탈하였다. 이후 다시 장택상 등과 자유당 재건에 참여하였다.
1967년 2월 신민당 각 지역 지구당위원장 공천자 신청시 경주,월성지역구로 신청했으나, 낙천되었다. 1973년 2월 9일 경주-월성-청도 지역구에 공화당으로 공천신청을 했으나, 탈락했다.

### 사후
묘는 경상북도 영주군 이산면 조암리(현 영주시 휴천3동 조암리) 탑거리부락 좌에 안장되었다. 이산면 조암리는 후일 영주시 휴천3동에 편입되었다. 비석은 1990년 6월 23일 세웠으며 비석은 매제 김영하가 짓고, 비문은 인천인 이재학이 썼다. 묘소 앞에는 망주석이 있고 묘 바로 앞 우측에 1990년대에 오석으로 세운 묘비가 있다.
부인 인동장씨는 경기도 파주시 광탄면 용미리 공원묘지에 묘가 있다. 또한 아들 이준한의 묘 역시 용미리 공원묘지 내에 있다.
아들 이종은 기업인으로 뒤에 준한으로 개명했으며, 유한양행, 선인학원(善仁學園)의 이사를 역임했다. 사위 이창희(李昌羲) 역시 교육자로 영주 안정초등학교의 교장을 역임했다. 또한 그의 조카사위 중 한 명인 김춘택은 대구 서구청장을 역임했다.

## 약력
- 봉화 내성보통학교(현, 봉화초등학교) 훈도
- 조선보통학교 훈도
- 김천보통학교 훈도
- 1929년 예천감천보통학교 훈도
- 1931년 영주보통학교 훈도
- 1937년 영주서부심상소학교 훈도
- 1937년 ~ 1939년 3월 29일 영주군 평은면장
- 1939년 ~ 충북 청원군 강외심상소학교 서무실 촉탁직원
- 1940년 4월 1일 영주군청 학무과 교화담당 주사
- 1945년 영주군청 산업과장
- 1946년 11월 2일 영주군청 내무과장
- 1949년 7월 29일 ~ 1950년 9월 23일 경상북도 문경군수
- 1950년 9월 23일 ~ 1952년 8월 10일 경상북도 안동군수
- 1952년 8월 8일 ~ 1954년 4월 21일 경상북도영주교육청 교육장
- 1954년 4월 21일 의원퇴직
- 1954년 제3대 국회 민의원 선거에 자유당 공천으로 영주군 지역구에 출마하여 당선
- 제3대 국회의원
  - 1954년 5월 30일 ~ 제3대 국회 전반기 국회 교육위원회 위원 / 국회 문교분과위원
  - 1954년 5월 30일 ~ 제3대 국회 전반기 국회 국방위원회 위원
- 1956년 5월 대구지역 선거 개표부정사건 국회 진상조사단원
  -     - 1957년 8월 28일 ~ 제3대 국회 후반기 국회 문교위원회 위원
- 1955년 5월 13일 ~ 1961년 5월 16일 자유당 중앙당 조직부 차장
- 1955년 10월 29일 ~ 1960년 5월 29일 교육심의위원회 위원
- 1956년 7월 2일 ~ 자유당 원내정책위원(문교)
- 1956년 7월 3일 ~ 자유당 중앙당 정책위원
- 1958년 4월 제4대 국회의원 선거에 자유당 공천으로 영주군 지역구에 출마하여 당선
- 제4대 국회의원
  - 1959년 9월 8일 ~ 국회 문교위원회 상임위원
  - 1959년 9월 9일 국회 교체위원회 위원
- 1960년 4월 제5대 국회의원 선거에 자유당 공천으로 영주군 지역구에 출마했으나 낙선
- 1963년 제6대 국회의원 선거에 출마했으나 낙선

## 학력
- 경북교원양성소 졸업
- 경북사범학교 강습과 졸업
- 대한민국 국방대학교 행정학사 졸업(1958년)

## 가계
그의 외종손과 그의 고모부가 동명이인이다. 그러나 그의 고모부는 청도김씨이고, 그의 외종손은 의성김씨이다.
- 할아버지 : 이윤영(李潤榮)
- 아버지: 이원춘(李元春, 1871년 ~ 1958년)
- 어머니(아버지의 본처) : 안동권씨(安東權氏, 1868년 ~ ?)
- 어머니: 봉화정씨(奉化鄭氏, 1883년 ~ 1963년)
  - 동생 : 이익희(李益熙, 1907년 ~ 1928년)
    - 조카사위 : 정경화(鄭慶和), 동래인(東萊人)

  - 동생 : 이진희(李晉熙, 1911년 ~ 1936년)
    - 조카사위 : 김춘근(金春根), 의성인(義城人), 본명은 춘택(春澤), 제10대 대구광역시 서구청장(大邱直轄市西區廳長) 역임
      - 외종손 : 김창식(金昌植)
      - 외종손 : 김현식(金賢植)
- 부인: 인동장씨(仁同張氏, 1901년 3월 16일 - ?)
  - 딸 : 이름 미상
  - 사위 : 이창희(李昌羲), 고성인(固城人), 안정국민학교 교장
    - 외손자 : 이상흠(李相欽)
    - 외손자 : 이세흠(李世欽)
    - 외손자 : 이인흠(李仁欽)
    - 외손녀 : ?

  - 첫째 아들 : 이준한(俊翰, 1932년 ~ 1992년, 초명은 종(琮))
  - 둘째 아들 : 이각(珏, 1938년 ~ ), 셋째 삼촌 이진희의 양자로 출계
  - 셋째 아들 : 이광웅(光雄, 1941년 ~ ), 둘째 삼촌 이익희의 양자로 출계
- 장인: 장복심(張復心, 과제(果劑) 장수희(張壽禧)의 후손)
- 외조부 : 정응룡(鄭應龍)

## 평가
문교위원회에 있으면서 오랜 체험을 통한 무게있는 발언을 곧잘 한다 고 하였다.

## 기타
그가 국회의원으로 재직하던 무렵 어떤 사람이 이정희 국회의원에게 인사 청탁 이력서와 함께 돈 봉투를 주었다. 그리고 취직이 됐다. 그 후, 그가 취직 인사차 찾아갔더니 이정희는 캐비닛 안에 그대로 있든 돈 봉투를 그사람에게 되돌려주었다.
그가 살던 동시대에 여자 비행사 이정희(李貞喜), 한자 이름까지 같은 동명이인 작가 이정희(李正熙) 등이 활동하였다.

## 역대 선거 결과
|  | 51.68% |

|  | 37.31% |

## 같이 보기
- 자유당
- 영주교육지원청
- 이승만
- 박용만
- 장면
- 김규식
- 장택상

## 참고 문헌
- 국회의원총람발간위원회, 《대한민국 의정총람》, (국회의원총람발간위원회, 1994년)
- 公報部, 《光復二十年》, (公報部, 1965) pp. 165
- 이정희 - 대한민국헌정회